# Knihynice (rejon mościski)
Knihynice (ukr. Княгиничі, Kniahynyczi) – wieś na Ukrainie, na terenie obwodu lwowskiego, w rejonie jaworowskim (do 2020 roku w rejonie mościskim).

## Historia
Wieś szlachecka Kniehynice, własność Stadnickich, położona była w 1589 roku w ziemi przemyskiej województwa ruskiego.
Pod koniec XIX w. według Słownika geograficznego Królestwa Polskiego: wieś w powiecie rudeckim, 18 kilometrów na zachód od sądu powiatowego i urzędu pocztowego w Rudkach.